# Max-Clemens-Kanal

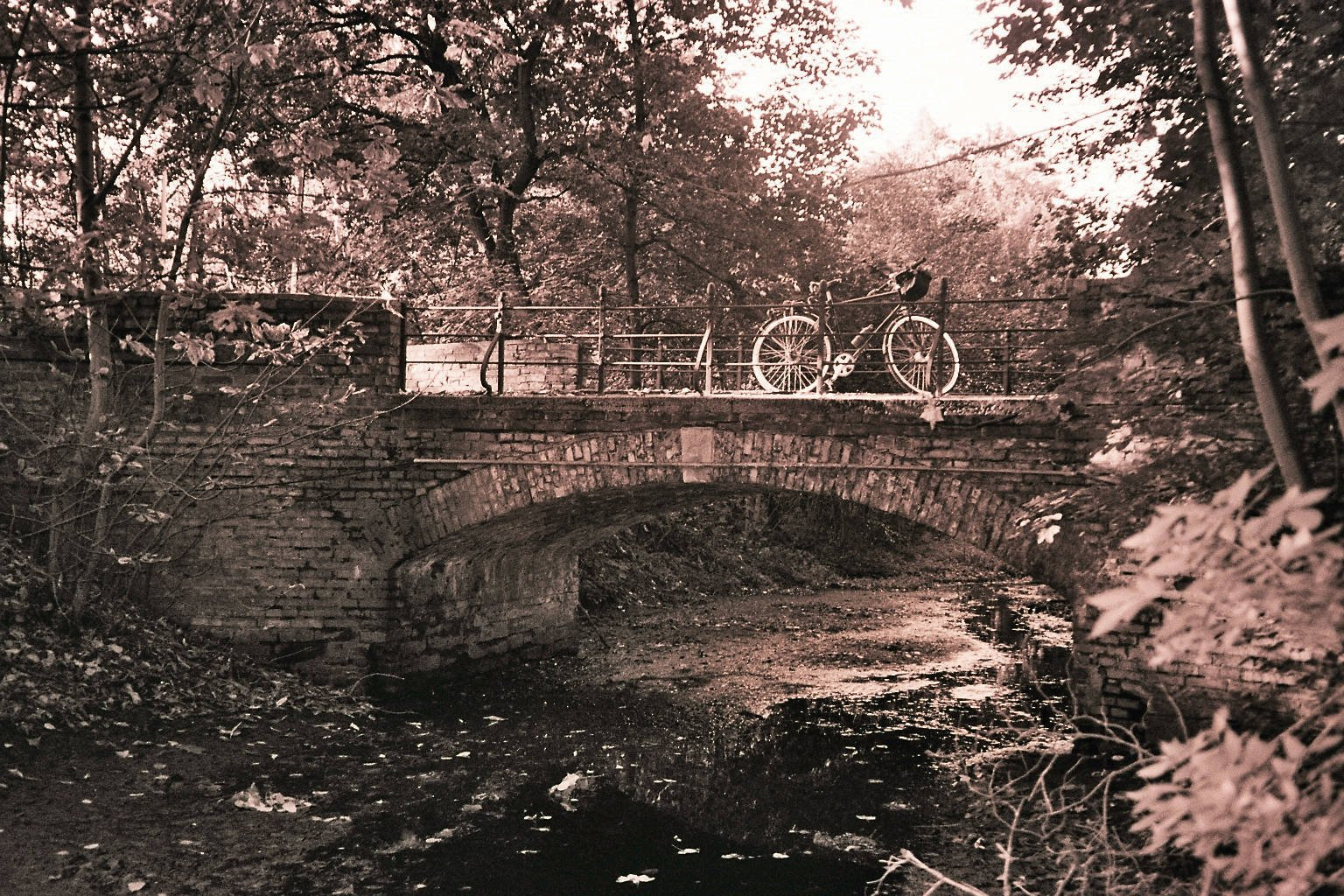
Eine Wegbrücke über dem Max-Clemens-Kanal bei Münster

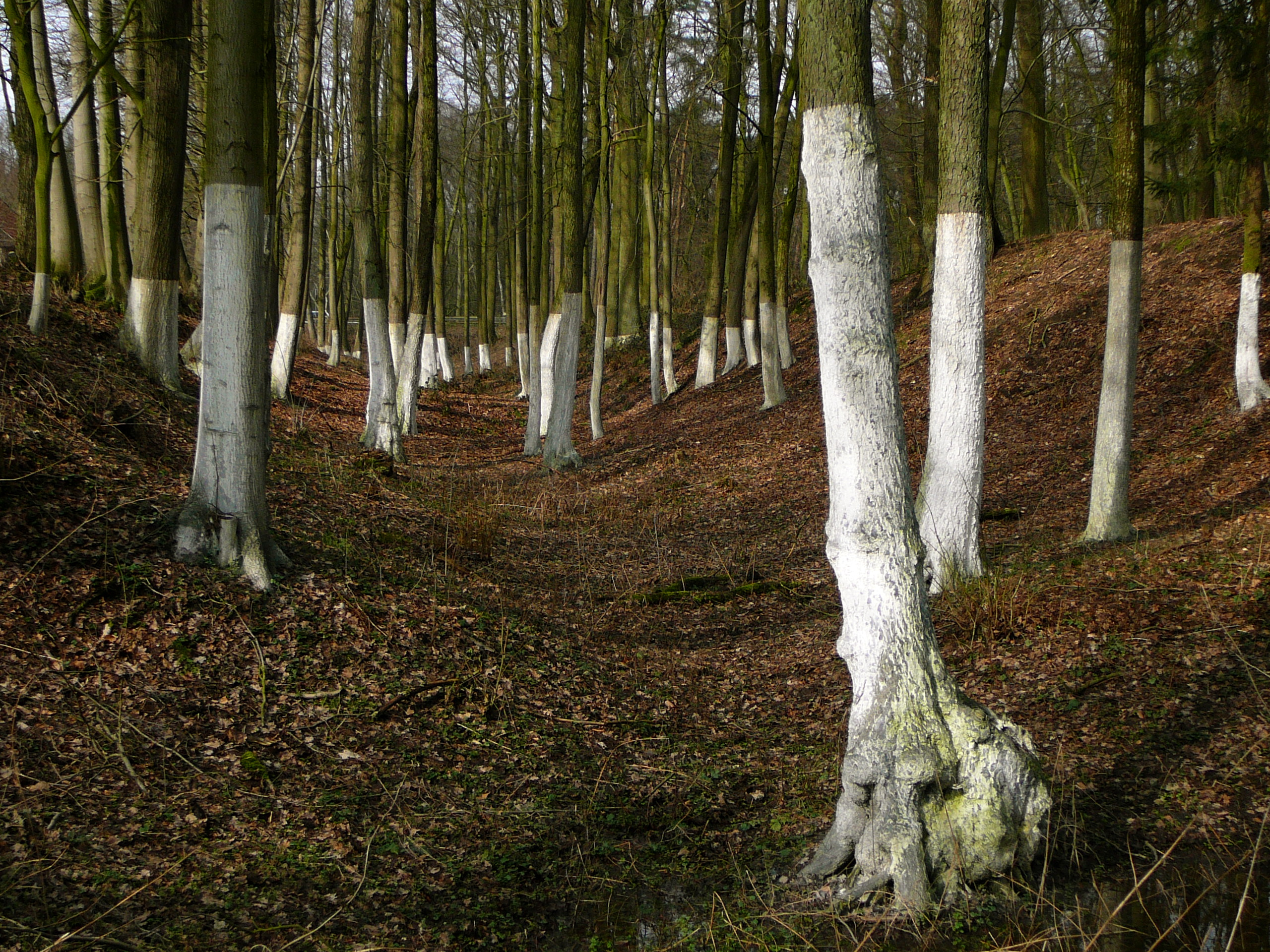
Bett des Max-Clemens-Kanals in der Nähe von Emsdetten. Die weiße Farbe verdeutlicht hier den ursprünglichen Wasserstand.

Treckschute in Maxhafen

Der Max-Clemens-Kanal (oder Max-Klemens-Kanal) ist ein ehemaliger Schifffahrtskanal zwischen Münster und dem nördlichen Münsterland.
Unter dem Fürstbischof von Münster, dem Wittelsbacher Clemens August I. von Bayern, wurde am 9. Mai 1724 in der Nähe von Münster-Kinderhaus der Bau begonnen. Unter der Leitung des friesischen Wasserbauingenieurs Georg Michael Meetsma entstand bis 1730 ein etwa 30 km langes Teilstück des Kanals vom Neubrückentor in Münster bis zum Frischhofsbach in Neuenkirchen. Hier, am vorläufigen Endpunkt des Kanals, südlich von Rheine, zwischen Mesum und Burgsteinfurt, entstand Clemenshafen. Das erste Teilstück des Kanals wurde 1731 in Betrieb genommen. Ein Kritiker des Kanalbaus war der Geometer und Baumeister Lambert Friedrich Corfey.
Unter dem Nachfolger von Clemens August, dem Fürstbischof Maximilian Friedrich von Königsegg-Rothenfels, wurde 1766 bis 1771 ein 6 km langes weiteres Stück bis Maxhafen zwischen Wettringen und Neuenkirchen fertiggestellt. Die nicht weit entfernte Steinfurter Aa und die schiffbare Vechte wurden nicht angebunden, weil die Vechte durch die Grafschaft Bentheim führt und vorab keine Vereinbarungen mit dem Grafen getroffen wurden.
Der Kanal wurde von 1731 bis 1771 zwischen Münster und Clemenshafen genutzt, danach war bis 1840 Maxhafen der Endpunkt des Kanals. Den Anfangspunkt bildete der Kanalhafen in Münster. Er befand sich ausweislich des von Mangerschen Stadtplans von 1839 an der heutigen Kanalstraße gegenüber dem Abzweig zur Straße Coerdeplatz. Das 1791 erbaute Packhaus nach Geisberg zwischen den Häusern Kanalstraße Nr. 7 und 10. Nach Plänen Johann-Konrad Schlauns entstand dort ein Hafenbecken mit Packhaus, Krananlage und Winde.
Während der Zeit seiner Nutzung trug er die Bezeichnung „Münsterscher Canal“; erst nach der Stilllegung bürgerte sich der Name „Max-Clemens-Kanal“ ein.

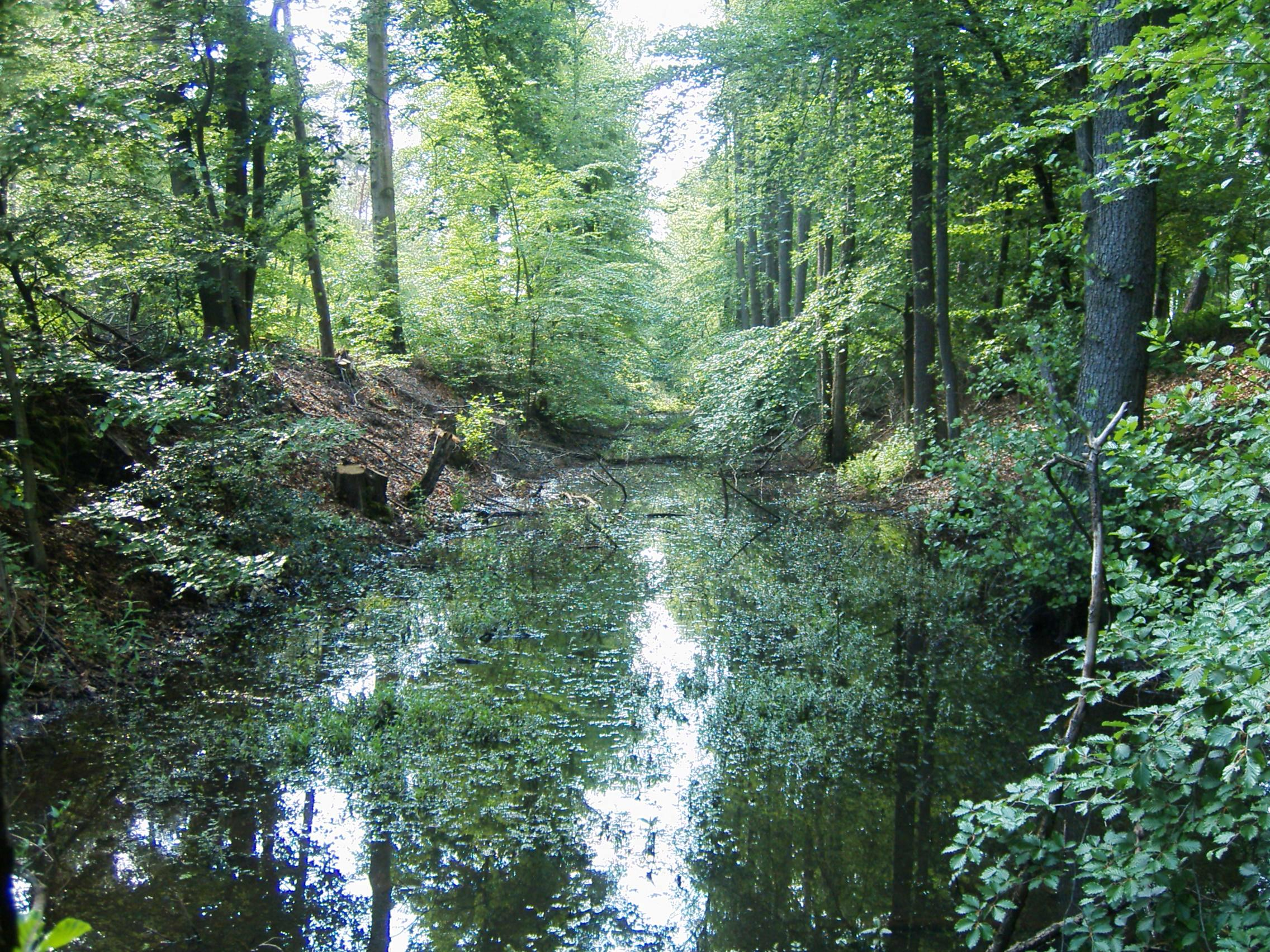
Max-Clemens-Kanal zwischen Clemenshafen und Maxhafen im Mai 2008

Das „Standardschiff“ war ein hölzerner Frachtkahn (Treckschute) von 3 m Breite und 16,5 m Länge mit einer Tragkraft von etwa 10 Tonnen. Dieser Kahn wurde von zwei Pferden getreidelt. Außerdem gab es ein Postschiff, das zweimal wöchentlich fuhr und auch Personen beförderte. Der Transport von Maxhafen nach Münster dauerte von morgens bis nachmittags. Im 19. Jahrhundert geriet der Kanal gegen die Konkurrenz der mittlerweile besser ausgebauten Chausseen zunehmend ins Hintertreffen. Nachdem das Münsterland preußisch geworden war, verlor der Kanal zudem seine handelsstrategische Bedeutung, weil die Preußen auf den Rhein als Wasserstraße setzten. Obwohl die münstersche Kaufmannschaft sich für einen Erhalt starkmachte, wurde der Schiffsbetrieb am 10. Februar 1840 offiziell eingestellt. Das Ziel, den Max-Clemens-Kanal mit dem holländischen Wasserstraßennetz oder dem Nordseehafen Emden zu verbinden, wurde auf dem Wasserweg nie erreicht. Der Antransport bzw. Weitertransport von bzw. nach Clemenshafen und später Maxhafen musste auf dem Landweg erfolgen. Dennoch stellte er für gut ein Jahrhundert eine so leistungsfähige Verkehrsverbindung dar, dass sich sogar das Umladen in den Endhäfen lohnte. Dies lag außer an den schlechten Straßenverhältnissen auch daran, dass die münsterschen Kaufleute auf Anordnung des Fürstbischofs alle aus Holland, Ostfriesland, Bremen, Hamburg und Lübeck kommenden Waren über den Kanal beziehen mussten. Vom Hafen aus wurden die Waren den Kaufleuten mit besonderen Kanalfrachtwagen direkt vor die Tür gefahren.
175 Jahre nach seiner Stilllegung ist der Kanal, fast auf ganzer Länge, von parallel laufenden Straßen und Wegen begleitet. Der eigentliche Kanal ist oft nur noch als Mulde erkennbar und als „Technisches Bodendenkmal“ unter Schutz gestellt. In Münster schüttete man den Kanal innerhalb des heutigen Rings Ende des 19. Jahrhunderts komplett zu. Heute erinnert dort nur noch der Name „Kanalstraße“ an ihn.
Einige Abschnitte des Kanals sind in das System der Gewässerkennzahlen (GWK) integriert, da Fließgewässer in das ehemalige Bett entwässern und auch der Kanal in andere Fließgewässer entwässert. Daher sind diese Abschnitte mit einer zum jeweiligen Flusssystem korrelierenden GWK versehen, so zum Beispiel trägt er im Bereich der Emszuflüsse Temmingmühlenbach die GWK:333292 und Emsdettener Mühlenbach die GWK:33694, im Bereich der Vechte ist er mit der GWK:928629242 versehen.